# Daneborg
Daneborg ist eine grönländische Station im Nordost-Grönland-Nationalpark.

## Lage
Daneborg liegt im Südwesten der Halbinsel Wollaston Forland an der Ostküste des Young Sund gegenüber der Insel Clavering Ø. Der nächste zivile Ort ist die Stadt Ittoqqortoormiit 428 km südlich.

## Geschichte

### Sandodden
Am 2. August 1922 kam der dänische Jäger Hans Ludvig Jensen der Østgrønlandsk Kompagni an die Stelle des heutigen Daneborg und entdeckte zahlreiche abgenagte Walrossskelette, woraus er schloss, dass die Gegend gute Jagdgründe für Walrosse und Füchse sein musste. Am 16. Juli 1923 befahl er die zwei Jahre zuvor errichtete Jagdstation Christianshavn abzureißen und hierhin zu verlegen. Noch im selben Monat wurde die Station Ny Valdemarshåb fertiggestellt, die jedoch nur unter dem Namen Sandodden bekannt war. Vier Männer wurden einquartiert, aber bereits am 21. August verletzte sich einer der Männer versehentlich mit seinem Gewehr und erlag mangels ausreichender medizinischer Hilfe am Folgetag seiner Schussverletzung. Bereits im Folgejahr wurde Sandodden wieder verlassen.
1929 wurde die Jagdkompanie Nanok gegründet. Am 25. August 1929 landete eine vierköpfige Jagdmannschaft in Sandodden und richtete das seit fünf Jahren verlassene Haus wieder her. Die Jagderfolge waren gering und es gab gesundheitliche und soziale Probleme bei der Mannschaft. 1932 wurde Sandodden wieder aufgegeben. 1934 ließen sich wieder zwei Männer in Sandodden nieder und die Station war fortan dauerhaft mit ein bis zwei Personen bemannt. 1939 kam Eli Knudsen als Jäger nach Sandodden. Während des Zweiten Weltkriegs wurde 1941 die Hundeschlittenpatrouille gegründet, aus der später die Sirius-Schlittenpatrouille hervorging. Eli Knudsen wurde Mitglied der Patrouille und verließ deswegen Sandodden, das fortan unbesiedelt war. Im Zuge des Unternehmens Holzauge befanden sich Deutsche an der verlassenen Station und als Eli Knudsen darauf bestand, nach Sandodden zu fahren, wurde er von den Deutschen mit einem Schuss tödlich verwundet.

### Daneborg
1944 beschloss das US-amerikanische Militär eine Patrouillestation zu errichten und die Wahl fiel auf eine Stelle direkt nördlich von Sandodden. Ursprünglich sollte die Station mit US-amerikanischen Soldaten besetzt werden, aber schließlich wurde eine dänisch-grönländische Mannschaft dort einquartiert und sie wurde zum Hauptquartier der Patrouille auserkoren.
1945 wurde Sandodden erneut mit einem Mann, Aksel Nielsen, besetzt. Er fiel im Februar 1946 durchs Eis und ertrank. Seine Leiche wurde nie gefunden. In den folgenden beiden Wintern war jeweils ein anderer Mann in Sandodden wohnhaft. Im Winter 1948/49 war die Station verlassen. Im Winter 1949/50 waren ein letztes Mal zwei Jäger in Sandodden.
Die Patrouillestation war derweil nach Kriegsende in eine Wetterstation umfunktioniert worden, stark ausgebaut und hatte den Namen Daneborg erhalten. Fortan war die dortige Mannschaft direkter Nachbar des jeweiligen Jägers in Sandodden. 1950 wurde die Sirius-Schlittenpatrouille als Nachfolgerin der Kriegspatrouille gegründet, die anfangs noch ihr Hauptquartier auf Ella Ø hatte, aber 1951 nach Daneborg umzog. Sie erhielt ihren heutigen Namen Sirius erst 1953, zuvor hieß sie Resolut. Die Patrouille errichtete ein großes Gebäude etwas südlich der Wetterstation, nutzte aber auch die seit 1950 verlassene Jagdstation Sandodden. 1952 und 1961 wurde Daneborg erneut ausgebaut, um Platz für Sirius zu schaffen und weil ein Teil der Gebäude bei mehreren Bränden 1960 zerstört worden war. 1970 wurde vom Grönlandministerium eine Arbeitsgruppe geschaffen, die untersuchen sollte, inwiefern die Wetterstation selbstständig weiterbetrieben werden sollte. 1975 wurde die Wetterstation aufgegeben.
1997 wurde die Forschungsstation Zackenberg 21 km nordnordwestlich von Daneborg eingeweiht, die hier auch ein Meeresforschungslabor betreibt.

## Bebauung
Daneborg besteht aus 23 Gebäuden, die von vier je 150 bis 250 kW leistenden Stromgeneratoren mit Strom versorgt werden. Jeder dieser Dieselgeneratoren verbraucht 180.000 Liter Treibstoff pro Jahr. Die jährlich benötigten 300 Tonnen Kraftstoff und Versorgungsgüter werden aus Dänemark über See angeliefert. In der Winterzeit produziert die Militärbasis das benötigte Süßwasser durch Umkehrosmose. Die vorhandene Anlage kann bis zu drei Tonnen Trinkwasser pro Tag erzeugen. Daneborg hat eine etwa 400 Meter lange Landebahn (ICAO-Code: BGDB).

## Klima
Die Jahresmitteltemperatur in Daneborg betrug in den 1960er Jahren −10,2 °C. Der kälteste Monat war der Februar mit −21,0 °C, während im Juli 3,7 °C erreicht wurden. Insgesamt fielen 1967 161 mm Niederschlag, davon 39 mm im Dezember als niederschlagreichstem Monat und unter 1 mm im trockenen Juli.